# Люлебургаз
Люлебургаз або Люлебургас (тур. Lüleburgaz, грец. Αρκαδιούπολη, Аркадіополь) — місто й район у провінції Киркларелі (Туреччина), розташоване за 60 кілометрів на південний схід від Едірне, дорогою до Стамбула. Населення Люлебургаза налічує 95 500 жителів (2007), разом з околицями 117 606 чоловік.

## Історія
823 року в Аркадіополі жив Фома Слов'янин.
970 року поблизу місцевої фортеці відбулась битва між військами київського князя Святослава та візантійської армії Варди Скліра.
Під час Російсько-турецької війни, 24 січня 1878 року, пізно ввечері загін генерала Олександра Струкова розгромив османські війська.
Під час Першої Балканської війни Люлебургаз став центром кривавої Люлебургазько-Бунархісарської операції болгарських військ (28 жовтня — 2 листопада 1912 року).
Після поразки Туреччини у Першій світовій війні та відповідно до Севрського миру місто, як і майже вся Східна Фракія, відійшло до Греції. Грецькі війська залишались тут до 1923 року, коли відповідно до рішень Лозаннської конференції Греція була змушена передати Східну Фракію туркам. Корінне грецьке населення було змушено залишити місто.

## Пам'ятки
- Архітектурний комплекс мечеті Мехмед Соколлі-паша 1539–1588, збудований Сінаном
- Міська лазня
- Каравансарай «Мімар Сінан»
- Мавзолей Зіндан-баби (XIV століття)

Міське свято — День визволення 8 листопада.